# Ataxia estoloides
Ataxia estoloides är en skalbaggsart som beskrevs av Stefan von Breuning 1940. Ataxia estoloides ingår i släktet Ataxia och familjen långhorningar. Inga underarter finns listade.